# Into Infinite Obscurity
Into Infinite Obscurity è il primo EP del gruppo black metal svedese Dissection, pubblicato il 5 settembre 1991 da Corpse Grinder Records.
È stato pubblicato solo in un'edizione limitata a 1 000 copie, prima di essere ristampata nel 1999 da Nuclear Boom Records.

## Tracce
1. Shadows over a Lost Kingdom – 2:48
2. Son of the Mourning – 3:23
3. Into Infinite Obscurity – 1:04

## Formazione
- Jon Nödtveidt - voce, chitarra
- John Zwetsloot - chitarra
- Peter Palmdahl - basso
- Ole Öhman - batteria

### Crediti[2]
- Necrolord - artwork